# OCAD (Software)
OCAD ist ein proprietäres Grafikprogramm, welches von der Firma OCAD AG in der Schweiz entwickelt wird.
OCAD dient zum Erstellen und Bearbeiten von topografischen Karten, Stadtpläne und Orientierungslaufkarten.

## Geschichte
Ab 1988 entwickelte Hans Steinegger die erste Version von OCAD. Er hatte schon in jungen Jahren Orientierungslauf betrieben und Karten mit Rapidograph und Tusche gezeichnet. Nach dem Tod Steineggers 2004 wurde 2005 die heutige OCAD AG gegründet.

## Verbreitung
Mit der Verbreitung von OCAD wurden das Erstellen von Orientierungslaufkarten und die Planung von Orientierungsläufen vereinfacht.
Der größte Absatzmarkt liegt in Skandinavien. Auch in der kommerziellen Kartografie wird OCAD eingesetzt und ist in der Verlagskartografie, in Stadt- und Vermessungsämter und an Hochschulen verbreitet.

## Funktionsumfang
OCAD unterscheidet sich wesentlich von anderen Grafikprogrammen dadurch, dass es nicht mit Layern, sondern mit (kartographischen) Symbolsätzen arbeitet, wobei jedem Symbol eine feste Hierarchiestufe zugeordnet ist. Beispielsweise werden Straßen stets über Wiesenflächen gedruckt, nicht umgekehrt. Dies erspart in der Kartographie mit ihren festen Über- und Unterordnungen viel Arbeit.
Mit OCAD lassen sich diverse Dateiformate importieren, analysieren und exportieren. Aus LiDAR-Daten können z. B. durch die Erzeugung von Höhenlinien, Vegetations- und Schummerungskarten wertvolle Informationen für die Geländekartierung gewonnen werden. Ein Modul zur Bahnlegung für den Orientierungslauf ergänzt die kartografischen Funktionalitäten.
Seit 2022 ergänzt die OCAD-Sketch-App die Desktop-Version.